# Красносопкинский сельсовет
Красносо́пкинский сельсовет — муниципальное образование (сельское поселение) в Назаровском районе Красноярского края. Административный центр — посёлок Красная Сопка.

## География
Красносопкинский сельсовет находится на юге Назаровского района. Удалённость административного центра сельсовета — посёлка Красная Сопка от районного центра — города Назарово составляет 55 км.

## История
Краснополянский сельсовет наделён статусом сельского поселения в 2005 году.

## Население
| 2010 | 2012  | 2013  | 2014  | 2015  | 2016  | 2017  |
| ---- | ----- | ----- | ----- | ----- | ----- | ----- |
| 3020 | ↘2970 | ↘2874 | ↘2834 | ↘2762 | ↘2732 | ↘2612 |

Гендерный состав
По данным Всероссийской переписи населения 2010 года 1447 мужчин и 1573 женщины из 3020 чел.

## Состав сельского поселения
В состав сельского поселения входят 8 населённых пунктов:
| № | Населённый пункт | Тип населённого пункта          | Население |
| - | ---------------- | ------------------------------- | --------- |
| 1 | Березняки        | посёлок                         | 260       |
| 2 | Берёзовая Роща   | посёлок                         | 95        |
| 3 | Большая Сосновка | село                            | 261       |
| 4 | Глядень          | деревня                         | 145       |
| 5 | Каргала          | деревня                         | ↘152      |
| 6 | Красная Сопка    | посёлок, административный центр | 1807      |
| 7 | Новая Сокса      | деревня                         | 254       |
| 8 | Шипиловка        | деревня                         | 46        |